# Santos Futebol Clube 2011

## Stagione
Nella stagione 2011 il Santos vince il Campionato Paulista e arriva 10º nel Campeonato Brasileiro Séria A. A livello internazionale conquista la Coppa Libertadores e giunge alla finale della Coppa del mondo per club, venendo sconfitto dal Barcellona.

## Maglie e sponsor
Le forniture tecniche per la stagione 2011 sono della Umbro.
| Manica sinistra · Manica sinistra · Maglietta · Maglietta · Manica destra · Manica destra · Pantaloncini · Calzettoni | Manica sinistra · Manica sinistra · Maglietta · Maglietta · Manica destra · Manica destra · Pantaloncini · Calzettoni | Manica sinistra · Manica sinistra · Maglietta · Maglietta · Manica destra · Manica destra · Pantaloncini · Calzettoni |  |

## Rosa
| N. |                    | Ruolo | Calciatore    |
| -- | ------------------ | ----- | ------------- |
| 1  | Brasile (bandiera) | P     | Rafael        |
| 2  | Brasile (bandiera) | D     | Edu Dracena   |
| 3  | Brasile (bandiera) | D     | Léo           |
| 5  | Brasile (bandiera) | C     | Arouca        |
| 6  | Brasile (bandiera) | D     | Durval        |
| 8  | Brasile (bandiera) | C     | Elano         |
| 9  | Brasile (bandiera) | A     | Borges        |
| 10 | Brasile (bandiera) | C     | Ganso         |
| 11 | Brasile (bandiera) | A     | Neymar        |
| 13 | Brasile (bandiera) | D     | Bruno Aguiar  |
| 14 | Brasile (bandiera) | D     | Bruno Rodrigo |
| 15 | Brasile (bandiera) | C     | Adriano       |
| 16 | Brasile (bandiera) | D     | Alex Sandro   |
| 18 | Italia (bandiera)  | C     | Possebon      |
| 19 | Brasile (bandiera) | A     | Diogo         |
| 21 | Brasile (bandiera) | D     | Pará          |

| N. |                    | Ruolo | Calciatore      |
| -- | ------------------ | ----- | --------------- |
| 22 | Brasile (bandiera) | D     | Danilo          |
| 24 | Brasile (bandiera) | P     | Rel Riskio      |
| 25 | Brasile (bandiera) | C     | Alan Patrick    |
| -  | Brasile (bandiera) | P     | Vladimir        |
| -  | Brasile (bandiera) | P     | Samuel          |
| -  | Brasile (bandiera) | P     | Felipe          |
| -  | Brasile (bandiera) | D     | Diego Monar     |
| -  | Brasile (bandiera) | D     | Rafael Caldeira |
| -  | Brasile (bandiera) | D     | Vinicius Simon  |
| -  | Brasile (bandiera) | C     | Diego Faria     |
| -  | Brasile (bandiera) | C     | Felipe Anderson |
| -  | Brasile (bandiera) | C     | Ibson           |
| -  | Brasile (bandiera) | A     | Moisés          |
| -  | Brasile (bandiera) | D     | Emerson         |

## Staff tecnico
- Muricy Ramalho – Allenatore
- Avlamir Dirceo Stival, Eudes Pedro Santos – Assistenti allenatore
- Evelton Isoppo, Edson Cholbi do Nascimento – Allenatori portieri
- Marco Antônio Alejandro Gomes, Carlos de Oliveira Carli – Preparatori atletici
- Avelino, Toca – Fisioterapisti

## Risultati

### Brasileiro 2011
Il Campeonato Brasileiro Série A 2011 (in italiano Campionato Brasiliano Serie A 2011) è la 41ª edizione del massimo campionato brasiliano di calcio.
Rispetto agli anni precedenti gli otto derby statali sono stati inseriti, su richiesta del presidente della CBF Ricardo Teixeira, nell'ultimo turno e gli altri derby che coinvolgono le squadre di San Paolo e Rio de Janeiro nella penultima giornata.

#### Classifica
| Pos. | Squadra | Pt | G  | V  | N | P  | GF | GS | DR |
| ---- | ------- | -- | -- | -- | - | -- | -- | -- | -- |
| 10   | Santos  | 53 | 38 | 15 | 8 | 15 | 55 | 55 | 0  |

### Paulista 2011
Il  Campionato Paulista 2011 è stata la 110ª edizione della massima serie calcistica dello Stato di San Paolo. Il campionato è cominciato il 16 gennaio ed è finito il 2 maggio, ed è stato vinto dal Santos.

#### Classifica
|    | Classifica finale | Pti | G  | V  | N | P | GF | GS | DR |
| -- | ----------------- | --- | -- | -- | - | - | -- | -- | -- |
| 4. | Santos            | 38  | 19 | 11 | 5 | 3 | 40 | 20 | 20 |

#### Fase a eliminazione diretta

##### Quarti di finale
| Casa   | Risultato | Trasferta   |
| ------ | --------- | ----------- |
| Santos | 1 - 0     | Ponte Preta |

##### Semifinali
| Casa      | Risultato | Trasferta |
| --------- | --------- | --------- |
| San Paolo | 0 - 2     | Santos    |

##### Finale
| Team 1 | Risultato | Squadra 2   | Andata | Ritorno |
| ------ | --------- | ----------- | ------ | ------- |
| Santos | 2 - 1     | Corinthians | 0 - 0  | 2 - 1   |

### Coppa Libertadores 2011

#### Gruppo
| Squadra           | G | V | N | P | GF | GS | DR | Pt. |
| ----------------- | - | - | - | - | -- | -- | -- | --- |
| Cerro Porteño     | 6 | 3 | 2 | 1 | 13 | 8  | +5 | 11  |
| Santos            | 6 | 3 | 2 | 1 | 11 | 8  | +3 | 11  |
| Colo-Colo         | 6 | 3 | 0 | 3 | 15 | 16 | -1 | 9   |
| Deportivo Táchira | 6 | 0 | 2 | 4 | 5  | 12 | -7 | 2   |

|                   | CPO   | C-C   | TAC   | SAN   |
| ----------------- | ----- | ----- | ----- | ----- |
| Cerro Porteño     |       | 5 – 2 | 1 – 1 | 1 - 2 |
| Colo-Colo         | 2 - 3 |       | 2 – 1 | 3 – 2 |
| Deportivo Táchira | 0 – 2 | 2 – 4 |       | 0 – 0 |
| Santos            | 1 – 1 | 3 – 2 | 3 - 1 |       |

#### Ottavi di finale
| Squadra 1 | Totale | Squadra 2 | Andata | Ritorno |
| --------- | ------ | --------- | ------ | ------- |
| Santos    | 1 – 0  | América   | 1 – 0  | 0 – 0   |

#### Quarti di finale
| Squadra 1   | Totale | Squadra 2 | Andata | Ritorno |
| ----------- | ------ | --------- | ------ | ------- |
| Once Caldas | 1 – 2  | Santos    | 0 – 1  | 1 – 1   |

#### Semifinale
| Squadra 1 | Totale | Squadra 2     | Andata | Ritorno |
| --------- | ------ | ------------- | ------ | ------- |
| Santos    | 4 – 3  | Cerro Porteño | 1 – 0  | 3 – 3   |

#### Finale
| Squadra 1 | Totale | Squadra 2 | Andata | Ritorno |
| --------- | ------ | --------- | ------ | ------- |
| Peñarol   | 1 – 2  | Santos    | 0 – 0  | 1 – 2   |

### Coppa del mondo per club FIFA 2011

#### Semifinale
| Arbitro: | Nicola Rizzoli |

|           |           |                                  |
| Sakai 54’ | Marcatori | 19’ Neymar 24’ Borges 63’ Danilo |

#### Finale
| Arbitro: | Ravshan Irmatov |

|  |           |                                      |
|  | Marcatori | 17’, 82’ Messi 24’ Xavi 45’ Fàbregas |

## Statistiche
Statistiche aggiornate al 19 dicembre 2011.

### Statistiche di squadra
| Competizione             | Punti                      | Totale | Totale | Totale | Totale | Totale | Totale | DR  |
| Competizione             | Punti                      | G      | V      | N      | P      | Gf     | Gs     | DR  |
| ------------------------ | -------------------------- | ------ | ------ | ------ | ------ | ------ | ------ | --- |
| Brasileiro               | 53                         | 37     | 15     | 8      | 14     | 54     | 51     | +3  |
| Paulista                 | 38                         | 19     | 11     | 5      | 3      | 40     | 20     | +20 |
| Coppa Libertadores       | 11 Nel gruppo eliminatorio | 14     | 7      | 6      | 1      | 20     | 12     | +8  |
| Coppa del mondo per club |                            | 2      | 1      | 0      | 1      | 3      | 4      | -1  |
| Totale                   | -                          | 72     | 34     | 19     | 19     | 117    | 87     | +30 |